# 1963 w filmie
Wydarzenia filmowe w 1963 roku.

## Premiery

### Filmy polskie
- 11 stycznia – Jak być kochaną – reż. Wojciech Jerzy Has
- 18 stycznia – Troje i las, reż. Stanisław Wohl
- 8 lutego – Między brzegami – reż. Witold Lesiewicz
- 15 lutego – Gangsterzy i filantropi, reż. Jerzy Hoffman, Edward Skórzewski
- 4 marca – Wielka, większa i największa – reż. Anna Sokołowska
- 22 marca – Zerwany most, reż. Jerzy Passendorfer
- 5 kwietnia – Czerwone berety – reż. Paweł Komorowski
- 12 kwietnia – Godzina pąsowej róży, reż. Halina Bielińska
- 26 kwietnia – Czarne skrzydła – reż. Ewa Petelska, Czesław Petelski
- 10 maja – Ich dzień powszedni, reż. Aleksander Ścibor-Rylski
- 15 maja – Na białym szlaku – reż. Jarosław Brzozowski
- 17 maja – Mam tu swój dom, reż. Julian Dziedzina
- 7 czerwca – Smarkula, reż. Leonard Buczkowski
- 10 czerwca – Daleka jest droga, reż. Bohdan Poręba
- 8 lipca – Zbrodniarz i panna – reż. Janusz Nasfeter
- 6 sierpnia – Ostatni kurs, reż. Jan Batory
- 30 sierpnia – Pamiętnik pani Hanki – reż. Stanisław Lenartowicz
- 7 września – Milczenie, reż. Kazimierz Kutz
- 20 września – Pasażerka – reż. Andrzej Munk, Witold Lesiewicz
- 27 września – Mansarda, reż. Konrad Nałęcki
- 11 października – Kryptonim Nektar, reż. Leon Jeannot
- 8 listopada – Naprawdę wczoraj, reż. Jan Rybkowski
- 22 listopada – Zacne grzechy, reż. Mieczysław Waśkowski
- 2 grudnia – Weekendy, reż. Jan Rutkiewicz
- 25 grudnia – Yokmok, reż. Stanisław Możdżeński
- 30 grudnia – Przygoda noworoczna, reż. Stanisław Wohl

### Filmy zagraniczne
- Lampart – reż. Luchino Visconti (Claudia Cardinale, Alain Delon, Burt Lancaster)
- Pozdrowienia z Rosji (From Russia with Love) – reż. Terence Young (Sean Connery, Daniela Bianchi)
- Billy kłamca (Billy Liar) – reż. John Schlesinger
- Różowa Pantera (The Pink Panther) – reż. Blake Edwards (Peter Sellers, David Niven)
- Goście Wieczerzy Pańskiej (Nattvardsgästerna) – reż. Ingmar Bergman
- Milczenie (Tystnaden) – reż. Ingmar Bergman
- Koko (Pouic-Pouic) – reż. Jean Girault
- Duello nel Texas – reż. Ricardo Blasco
- Ptaki – reż. Alfred Hitchcock

## Nagrody filmowe
- Oskary
  - Najlepszy film – Tom Jones
  - Najlepszy aktor – Sidney Poitier za rolę w filmie Polne lilie
  - Najlepsza aktorka – Patricia Neal za rolę w filmie Hud, syn farmera
  - Wszystkie kategorie: Oscary w roku 1963
- Festiwal w Cannes
  - Złota Palma: Luchino Visconti – Lampart
- Międzynarodowy Festiwal Filmowy w Berlinie
  - Złoty Niedźwiedź: Gian Luigi Polidoro – Szatan

## Urodzili się
- 14 stycznia – Steven Soderbergh, amerykański reżyser
- 16 stycznia – Wojciech Malajkat, polski aktor
- 11 lutego – Ewa Skibińska, polska aktorka
- 17 lutego – Janusz Chabior, polski aktor
- 18 marca – Vanessa Williams, amerykańska aktorka
- 20 marca – David Thewlis, brytyjski aktor
- 22 marca – Francesco Quinn, amerykański aktor
- 27 marca – Quentin Tarantino, amerykański reżyser
- 26 kwietnia – Jet Li, chiński aktor
- 11 maja – Natasha Richardson, brytyjska aktorka (zm. 2009)
- 25 maja – Mike Myers, kanadyjski aktor
- 9 czerwca – Johnny Depp, amerykański aktor
- 10 czerwca – Jeanne Tripplehorn, amerykańska aktorka
- 15 czerwca – Helen Hunt, amerykańska aktorka
- 5 lipca – Edie Falco, amerykańska aktorka
- 16 lipca – Phoebe Cates, amerykańska aktorka
- 30 lipca – Lisa Kudrow, amerykańska aktorka
- 14 sierpnia – Emmanuelle Béart, francuska aktorka
- 17 sierpnia – Andrzej Jakimowski, polski reżyser
- 19 września – Alessandra Martines, włoska aktorka
- 6 października – Elisabeth Shue, amerykańska aktorka
- 19 października – Katarzyna Żak, polska aktorka
- 5 listopada – Tatum O’Neal, amerykańska aktorka
- 15 grudnia – Helen Slater, aktorka
- 15 grudnia – Mirosław Baka, polski aktor
- 16 grudnia – James Mangold, amerykański reżyser i scenarzysta
- 18 grudnia – Brad Pitt, amerykański aktor
- 19 grudnia – Til Schweiger, niemiecki aktor

## Zmarli
- 5 sierpnia – Tadeusz Kubalski, polski aktor (ur. 1903)